# Zoológico de la Gran Vancouver
El Zoológico de la Gran Vancouver (en inglés Greater Vancouver Zoo) es un parque zoológico de 120 acres (49 ha) situado en Aldergrove, en la Columbia Británica al oeste de Canadá.
A finales de 1960, el empresario Pat Hines compró 120 acres (49 hectáreas) en Aldergrove, para la construcción de una granja. En un primer momento, Hines registró la empresa como la World Wide Game Farm Ltd., pero el 20 de agosto de 1970, el sitio fue abierto al público como el Vancouver Game Farm.
En 1999, el centro pasó por un cambio de propietario y pasó a llamarse finalmente Zoológico del Gran Vancouver. Durante este período, el zoológico (como la mayoría de otros zoológicos y acuarios en estos días) se enfocó más hacia la conservación y en la construcción de sus programas educativos.
En 2000, el Zoológico del Gran Vancouver se unió al programa de recuperación de la rana manchada de Oregón.